# Доказательство (юриспруденция)
Доказа́тельства (в юриспруденции) — сведения о фактах, полученные в предусмотренном законом порядке, на основании которых устанавливается наличие или отсутствие обстоятельств, имеющих значение для правильного рассмотрения и разрешения дела (ч. 1 ст. 74 УПК РФ, ч. 1 ст. 26.2 КоАП РФ, ч. 1 ст. 55 ГПК РФ, ч. 1 ст. 64 АПК РФ, ч. 1 ст. 59 КАС РФ).
Таким образом, в юриспруденции под доказательствами понимаются сведения, то есть результат познавательной деятельности, тогда как в логике доказательство — это обоснование истинности, то есть действие.
Познавательная деятельность, направленная на получение доказательств в целях установления истины, в юриспруденции именуется доказыванием. Доказывание состоит в собирании, закреплении, проверке и оценке доказательств.
Важными понятиями в доказательственном праве являются предмет доказывания и пределы доказывания, которые по-разному определяются для различных категорий дел.

## Доказательства в уголовном процессе
Доказательствами по уголовному делу являются любые сведения, на основе которых суд, прокурор, следователь, дознаватель в порядке, определённом УПК РФ, устанавливает наличие или отсутствие обстоятельств, подлежащих доказыванию при производстве по уголовному делу, а также иных обстоятельств, имеющих значение для уголовного дела (ч.1 ст. 74 УПК РФ).

### Виды доказательств
1. Показания подозреваемого (ст. 76 УПК РФ).
2. Показания обвиняемого (ст. 77 УПК РФ).
3. Показания потерпевшего (ст. 78 УПК РФ).
4. Показания свидетеля (ст. 79 УПК РФ).
5. Заключение эксперта (ч. 1 ст. 80 УПК РФ).
6. Показания эксперта (ч. 2 ст. 80 УПК РФ).
7. Заключение специалиста (ч. 3 ст. 80 УПК РФ).
8. Показания специалиста (ч. 4 ст. 80 УПК РФ).
9. Вещественные доказательства (ст. 81 УПК РФ).
10. Протоколы следственных действий (ст. 83 УПК РФ).
11. Протоколы судебных заседаний (ст. 83 УПК РФ).
12. Иные документы (любые другие письменные, фото-, видео- или аудиодокументы, не относящиеся к перечисленным выше) (ст. 84 УПК РФ).

### Свойства доказательств
1. Относимость.
2. Допустимость.
3. Достаточность.
4. Достоверность.
5. Проверяемость.

В соответствии с правилами оценки доказательств (ст. 88 УПК РФ) каждое из доказательств по делу должно обладать свойствами относимости, допустимости и достоверности, а все доказательства по делу в совокупности должны также обладать свойством достаточности для разрешения уголовного дела.

#### Относимость доказательств
Относимость доказательств — связь полученных сведений с предметом доказывания:
1. Непосредственно устанавливает главный факт.
2. Устанавливает промежуточные факты.
3. Устанавливает существование других доказательств.
4. Характеризует условия формирования доказательств.

#### Допустимость доказательств
Допустимость доказательств — соответствие полученных сведений требованиям процессуального закона:
1. Надлежащий источник.
2. Управомоченный субъект.
3. Законность способа получения доказательств.
4. Соблюдение правил фиксации доказательств.

Доказательство, признанное недопустимым, не подлежит включению в обвинительное заключение, обвинительный акт или обвинительное постановление (ч. 3 ст. 88 УПК РФ).

#### Достоверность доказательств
Понятие достоверности доказательств в уголовно-процессуальном законе не раскрывается. В научной литературе знание определяется как достоверное, если его истинность в смысле соответствия объективной действительности установлена и не вызывает разумных сомнений.

### Классификация доказательств

#### Личные и вещественные доказательства
Личные доказательства исходят от лиц и выражены в знаковой (символьной) форме — в виде слов, текста, графиков, таблиц и т. д. Таковыми являются показания свидетелей, заключения и показания экспертов и специалистов, показания обвиняемого (подозреваемого). Все доказательства подобного рода объединяет общий механизм образования — они имеют своим источником мыслящих субъектов, обладающих способностью воспринимать, запоминать и воспроизводить информацию. По этой причине к личным доказательствам следует отнести и иные документы (ст. 84 УПК РФ), поскольку они тоже составлены людьми и несут в себе информацию, представленную в текстовом формате.

Вещественные доказательства выражены в физических признаках материальных объектов: в форме материалов фото- и видеосъемки, осязаемых предметов, орудий и средств совершения преступления, денег и имущества и т. д. В зависимости от конкретных обстоятельств вещественным доказательством может стать и документ, исходящий от человека: например, когда оставленная преступником записка приобщается к делу в связи с обнаружением на её поверхности следов крови и иных выделений, предположительно принадлежащих виновному в совершении преступления лицу.

#### Первоначальные и производные
Первоначальные получены из первоисточников.

Производные получены из промежуточных источников.

#### Оправдательные и обвинительные
Доказательства совершения преступления обвиняемым, его вины или обстоятельства, отягчающие ответственность обвиняемого, являются обвинительными; а доказательства, которые опровергают обвинение, свидетельствуют об отсутствии состава преступления, либо о непричастности обвиняемого к преступлению, либо смягчают его ответственность, — оправдательными.

#### Прямые и косвенные
Прямые доказательства указывают на совершение лицом преступления или исключают его причастность к нему. К «прямым» ряд авторов относит доказательства, указывающие на любое из обстоятельств, входящих в предмет доказывания (ст. 73 УПК РФ). Например, показания свидетеля, непосредственно наблюдавшего смертельный для потерпевшего удар, относятся к прямым доказательствам, поскольку дают возможность однозначно судить о факте совершения обвиняемым преступного деяния — убийства.
Косвенные доказательства (именуемые также уликами) содержат сведения о фактах, которые предшествовали, сопутствовали или следовали за устанавливаемым событием и по совокупности которых можно сделать вывод о том, имело ли место событие преступления, виновен или невиновен обвиняемый. Косвенные доказательства не входят в предмет доказывания. Они лишь подтверждают промежуточные факты, находящиеся в логической связи с обстоятельствами, подлежащими доказыванию при производстве по уголовному делу. Поэтому обвинительный приговор суда не может строиться на одном или двух подобных доказательствах. В рамках каждого судебного разбирательства должна быть исследована совокупность улик, образующих целостную и непротиворечивую систему выводов, не оставляющих сомнения в наличии события преступления и виновности подсудимого. В качестве примера косвенного доказательства можно привести кадры видеосъемки, на которых видна фигура обвиняемого, проникающего в место убийства за некоторое время до его совершения. Сама по себе эта запись не свидетельствует о виновности лица, обвиняемого в совершении убийства, поскольку она не исключает нахождение обвиняемого на месте преступления вследствие простого стечения обстоятельств. Однако если по этому же делу будут собраны показания свидетелей, заметивших обвиняемого направляющимся в место убийства или удаляющимся из него, а поблизости от трупа потерпевшего будут выявлены биологические следы обвиняемого лица, причастность данного лица к совершению преступления станет почти неоспоримой. 
Важно учитывать, что никакой строгой иерархической соподчинённости между прямыми и косвенными доказательствами в российском уголовном процессе не наблюдается. Иное бы означало отступление от принципа свободной оценки доказательств (ст. 17 УПК РФ) и, кроме того, чинило бы ничем не оправданные препятствия в установлении объективной истины по делу. Очень часто сторона обвинения может основывать свои доводы только на косвенных доказательствах по причине полного отсутствия или процессуальной недопустимости прямых. В таких случаях оправдание обвиняемого по сугубо формальному критерию противоречит назначению уголовного судопроизводства, закреплённому в ст. 6 УПК РФ.

### Предмет и пределы доказывания
Исчерпывающий перечень обстоятельств, подлежащих доказыванию, приведён в ст. 73 УПК РФ:
1. Событие преступления (время, место, способ и другие обстоятельства совершения преступления).
2. Виновность лица в совершении преступления, форма его вины и мотивы.
3. Обстоятельства, характеризующие личность обвиняемого.
4. Характер и размер вреда, причиненного преступлением.
5. Обстоятельства, исключающие преступность и наказуемость деяния.
6. Обстоятельства, смягчающие и отягчающие наказание.
7. Обстоятельства, которые могут повлечь за собой освобождение от уголовной ответственности и наказания.
8. Обстоятельства, подтверждающие, что имущество, подлежащее конфискации, получено в результате совершения преступления или является доходами от этого имущества либо использовалось или предназначалось для использования в качестве орудия преступления либо для финансирования терроризма, организованной группы, незаконного вооруженного формирования, преступного сообщества (преступной организации).

Подлежат выявлению также обстоятельства, способствовавшие совершению преступления.

## Доказательства по делу об административном правонарушении
Доказательствами по делу об административном правонарушении являются любые фактические данные, на основании которых судья, орган, должностное лицо, в производстве которых находится дело, устанавливают наличие или отсутствие события административного правонарушения, виновность лица, привлекаемого к административной ответственности, а также иные обстоятельства, имеющие значение для правильного разрешения дела (ч. 1 ст. 26.2 КоАП РФ).
Таким образом, КоАП РФ признаёт доказательствами не сведения о фактах, как УПК РФ, ГПК РФ, АПК РФ и КАС РФ, а сами факты.

### Виды доказательств
1. Объяснения лица, в отношении которого ведется производство по делу об административном правонарушении (ст. 26.3 КоАП РФ).
2. Показания потерпевшего (ст. 26.3 КоАП РФ).
3. Показания свидетелей (ст. 26.3 КоАП РФ).
4. Заключения эксперта (ст. 26.4 КоАП РФ).
5. Вещественные доказательства (ст. 26.6 КоАП РФ).
6. Протоколы (например, о взятии проб и образцов) (ст. 26.5 КоАП РФ).
7. Иные документы (то есть кроме протоколов).
8. Показания специальных технических средств (ст. 26.8 КоАП РФ).

### Предмет и пределы доказывания
По делу об административном правонарушении выяснению подлежат:
1. Наличие события административного правонарушения.
2. Лицо, совершившее противоправные действия (бездействие), за которые КоАП РФ или законом субъекта РФ предусмотрена административная ответственность.
3. Виновность лица в совершении административного правонарушения.
4. Обстоятельства, смягчающие административную ответственность, и обстоятельства, отягчающие административную ответственность.
5. Характер и размер ущерба, причиненного административным правонарушением.
6. Обстоятельства, исключающие производство по делу об административном правонарушении.
7. Иные обстоятельства, имеющие значение для правильного разрешения дела, а также причины и условия совершения административного правонарушения.

## Доказательства в административном судопроизводстве
Доказательствами по административному делу являются полученные в предусмотренном законом порядке сведения о фактах, на основании которых суд устанавливает наличие или отсутствие обстоятельств, обосновывающих требования и возражения лиц, участвующих в деле, а также иных обстоятельств, имеющих значение для правильного рассмотрения и разрешения административного дела (ч. 1 ст. 59 КАС РФ).

### Виды доказательств
В качестве доказательств допускаются (ч. 2 ст. 59 КАС РФ):
1. Объяснения лиц, участвующих в деле (ст. 68 КАС РФ).
2. Показания свидетелей (ст. 69 КАС РФ).
3. Письменные доказательства (ст. 70 КАС РФ).
4. Вещественные доказательства (ст. 72 КАС РФ).
5. Аудио- и видеозаписи (ст. 76 КАС РФ).
6. Заключения экспертов (ст. 82 КАС РФ).
7. Электронные документы.

### Оценка доказательств
Суд оценивает доказательства по своему внутреннему убеждению, основанному на всестороннем, полном, объективном и непосредственном исследовании имеющихся в административном деле доказательств (ч. 1 ст. 84 КАС РФ).
Никакие доказательства не имеют для суда заранее установленной силы (ч. 2 ст. 84 КАС РФ).

### Свойства доказательств
Суд оценивает относимость, допустимость, достоверность каждого доказательства в отдельности, а также достаточность и взаимосвязь доказательств в их совокупности(ч. 3 ст. 84 КАС РФ).
Доказательство признается судом достоверным, если в результате его проверки и исследования суд придет к выводу, что содержащиеся в нем сведения соответствуют действительности (ч. 2 ст. 84 КАС РФ).

## Доказательства в гражданском процессе
Доказательствами по делу в гражданском процессе являются полученные в предусмотренном законом порядке сведения о фактах, на основе которых суд устанавливает наличие или отсутствие обстоятельств, обосновывающих требования и возражения сторон, а также иных обстоятельств, имеющих значение для правильного рассмотрения и разрешения дела (ст. 55 ГПК РФ).

### Виды доказательств
1. Объяснения сторон и третьих лиц (ст. 68 ГПК РФ).
2. Свидетельские показания (ст. 69 ГПК РФ).
3. Письменные доказательства (ст. 71 ГПК РФ).
4. Вещественные доказательства (ст. 73 ГПК РФ).
5. Аудио- и видеозаписи (ст. 77 ГПК РФ).
6. Заключение эксперта (ст. 86 ГПК РФ).

### Свойства доказательств
В соответствии с ч. 3 ст. 67 ГПК РФ и ч. 2 ст.71 АПК РФ суд (арбитражный суд) оценивает относимость, допустимость, достоверность каждого доказательства в отдельности, а также достаточность и взаимную связь доказательств в их совокупности.
Ч. 3 ст. 71 АПК РФ раскрывает содержание свойства достоверности доказательств: доказательство признается арбитражным судом достоверным, если в результате его проверки и исследования выясняется, что содержащиеся в нем сведения соответствуют действительности.
Никакие доказательства не имеют для суда (арбитражного суда) заранее установленной силы (ч. 2 ст. 67 ГПК РФ, ч. 5 ст. 71 АПК РФ).

### Оценка доказательств
Суд оценивает доказательства по своему внутреннему убеждению, основанному на всестороннем, полном, объективном и непосредственном исследовании имеющихся в деле доказательств.

### Предмет и пределы доказывания
В соответствии с ч. 2 ст. 56 ГПК РФ суд определяет, какие обстоятельства имеют значение для дела, какой стороне надлежит их доказывать, выносит обстоятельства на обсуждение, даже если стороны на какие-либо из них не ссылались.
В арбитражном процессе суд вправе не выносить на обсуждение те обстоятельства, на которые стороны не ссылались. Обстоятельства, имеющие значение для правильного рассмотрения дела, определяются арбитражным судом на основании требований и возражений лиц, участвующих в деле, в соответствии с подлежащими применению нормами материального права (ч. 2 ст. 65 АПК РФ).

### Представление и истребование доказательств
Доказательства представляются сторонами и другими лицами, участвующими в деле.
Суд вправе предложить им представить дополнительные доказательства. В случае если представление необходимых доказательств для этих лиц затруднительно, суд по их ходатайству оказывает содействие в собирании и истребовании доказательств. В ходатайстве об истребовании доказательства должно быть обозначено доказательство, а также указано, какие обстоятельства, имеющие значение для правильного рассмотрения и разрешения дела, могут быть подтверждены или опровергнуты этим доказательством, указаны причины, препятствующие получению доказательства, и место нахождения доказательства. Суд выдает стороне запрос для получения доказательства или запрашивает доказательство непосредственно. Лицо, у которого находится истребуемое судом доказательство, направляет его в суд или передает на руки лицу, имеющему соответствующий запрос, для представления в суд.

### Осмотр и исследование доказательств по месту их нахождения
Суд может произвести осмотр и исследование письменных или вещественных доказательств по месту их хранения или месту их нахождения в случае невозможности или затруднительности доставки их в суд. Осмотр и исследование доказательств производятся судом с извещением лиц, участвующих в деле, однако их неявка не препятствует осмотру и исследованию. В случае необходимости для участия в осмотре и исследовании доказательств могут быть вызваны эксперты, специалисты, свидетели. При осмотре и исследовании доказательств по месту их нахождения составляется протокол.

### Основания для освобождения от доказывания
Обстоятельства, признанные судом общеизвестными, не нуждаются в доказывании.
Обстоятельства, установленные вступившим в законную силу судебным постановлением по ранее рассмотренному делу, обязательны для суда. Указанные обстоятельства не доказываются вновь и не подлежат оспариванию при рассмотрении другого дела, в котором участвуют те же лица.
При рассмотрении гражданского дела обстоятельства, установленные вступившим в законную силу решением арбитражного суда, не должны доказываться и не могут оспариваться лицами, если они участвовали в деле, которое было разрешено арбитражным судом.
Вступивший в законную силу приговор суда по уголовному делу обязателен для суда, рассматривающего дело о гражданско-правовых последствиях действий лица, в отношении которого вынесен приговор суда, по вопросам, имели ли место эти действия и совершены ли они данным лицом.

### Обеспечение доказательств
Лица, участвующие в деле, имеющие основания опасаться, что представление необходимых для них доказательств окажется впоследствии невозможным или затруднительным, могут просить суд об обеспечении этих доказательств.